# Nyctibora intermedia
Nyctibora intermedia är en kackerlacksart som beskrevs av Henri Saussure 1873. Nyctibora intermedia ingår i släktet Nyctibora och familjen småkackerlackor. Inga underarter finns listade i Catalogue of Life.